# 澤井一希
澤井 一希（さわい かずき、1996年9月5日 - ）は、アメリカ合衆国出身で日本のタレント、モデル、俳優。アービング所属。
かつては、お笑いコンビ「ジュビレッチェ」（CINEMACT所属）のボケ担当であったが、俳優に転身した。

## 来歴
- アメリカ合衆国・ロサンゼルス生まれ、広島県育ち[1]。
- マリ人の父と日本人の母の元に生まれた[2]。
- 小学2年生でサッカーを始め、小学6年生のときに新涯フットボールクラブで全日本少年サッカー大会（現全日本U-12選手権）全国大会に出場。中学3年時には、飛び級でサンフレッチェ広島ユース入りした。プロサッカー選手を目指していたが、股関節の怪我で断念。環太平洋大学を卒業後に芸能事務所入りした[2]。

## 人物
- 身長195cm。血液型O型[1]。
- お笑い芸人当時は、高身長を活かした八村塁のモノマネ（本人公認）で知られた[3]。
- 特技 - サッカー。（サンフレッチェ広島ユース出身）[1]

## 出演

### 映画
- 「サラリーマン金太郎」 - トニー 役
  - 【暁】編（2025年1月10日公開）
  - 【魁】編（2025年2月7日公開）

### テレビドラマ
- 「警視庁アウトサイダー」第1話（2023年1月5日） - ニィ 役[4]
- 「マイホームヒーロー最終話（TBS、2023年12月20日） - 半グレ 役
- 「ハコビヤ」第4話（テレビ東京、2024年2月3日） - 不良少年 役[5]
- 「君が獣になる前に」#3（テレビ東京、2024年4月） - ビスケットルームの黒服 役
- 「地震のあとで」第4話「続・かえるくん、東京を救う」（NHK、2025年4月26日） - かえるくん 役

### 配信ドラマ
- 「ガンニバル」（Disney+、2022年） - 後藤白銀（あの人） 役[6]
- 「地面師たち」第6話（Netflix、2024年） - 沖縄の男 役[7]

### TV番組
- 『爆笑そっくりものまね紅白歌合戦スペシャル』（フジテレビ、2019年9月） - 顔だけそっくりさん（八村塁）[2]
- 『M-1グランプリ』（テレビ朝日） - ジュビレッチェで出演[8]
  - 2019年大会 - 1回戦敗退
  - 2020年大会 - 1回戦敗退
- 『第70回NHK紅白歌合戦』（NHK、2019年12月31日） - モノマネダンサー（八村塁）として郷ひろみの応援に出演
- 『オールスター感謝祭’20秋』（TBS、2020年10月3日） - 赤坂5丁目ミニマラソン優勝
- 『炎の体育会TV』（TBS、2020年10月17日） - ミキ亜生率いるお笑い第7世代軍としてサッカー対決に出場[9]
- 『オールスター感謝祭’21春』（TBS、2021年3月27日） - 赤坂5丁目ミニマラソン 5位（ハンデ付）
- 『バチェロレッテ・ジャパン』シーズン2（Amazon Prime Video、2022年7月）[6]
- 『第38回SASUKE』（TBS、2022年12月27日） - 1stSTAGEローリングヒル脱落
- 『朝だ!生です旅サラダ』（朝日放送、2023年4月 - ） - リポーター
- 『第12回究極の男は誰だ!?最強スポーツ男子頂上決戦』（TBS、2024年5月3日） - モンスターボックス:16段、ハードジャンパー:68回
- 『バカ正直におジャマします　ピュアにニッポン社会科見学』（テレビ東京）
- 『世界の果てまでイッテQ!』「イッテQ！新メンバー発掘プロジェクト」（日本テレビ、2024年4月） - 宮川ボーイズ[10]

### モデル
- 2023年パリ・コレクション - オーダーメイドスーツ専門店「Re.muse」（リゼム）モデルとして出演。